# Alex Herrera
Alexander James Herrera (* 15. August 1992 in Ignacio, Colorado) ist ein US-amerikanischer Basketballspieler.

## Laufbahn
Herrera spielte bis 2010 an der Ignacio High School im US-Bundesstaat Colorado, gefolgt von fünf Spielzeiten am ebenfalls in Colorado gelegenen Fort Lewis College (zweite Division der NCAA), wobei er im ersten Jahr nicht am Spielbetrieb teilnahm.
In der Frühjahressaison 2014 verstärkte Herrera die australische Mannschaft South West Metro Pirates, spielte dort jedoch nicht als Profi und kehrte dann zu seinem Abschlussjahr ans Fort Lewis College zurück. Im Laufe seiner Zeit am Fort Lewis College wurde Herrera drei Mal als bester Verteidiger der „Rocky Mountain Athletic Conference“ ausgezeichnet und schaffte mit 301 geblockten Würfen den Sprung auf den ersten Platz der ewigen Bestenliste der Hochschulmannschaft sowie auf den jeweils zweiten Rang mit 1758 Punkten und 937 Rebounds.
Nachdem er Fort Lewis verlassen hatte, absolvierte er ein Probetraining beim NBA-Verein Denver Nuggets. Während der Saison 2015/16 spielte er beim finnischen Erstligisten KTP Basket Kotka, gefolgt von einem Jahr beim spanischen Zweitligaverein Tau Castello.
Während der Sommerpause 2017 wurde Herrera vom deutschen Zweitligaverein Phoenix Hagen unter Vertrag genommen. In Hagen wurde der US-Amerikaner unverzüglich ein Leistungsträger auf der Innenposition, er führte die 2. Bundesliga ProA im Spieljahr 2017/18 mit 8,4 Rebounds pro Begegnung an, auch seine 15,7 Punkte sowie 2,2 geblockten Würfe je Partie (beides waren mannschaftsinterne Höchstwerte) ließen aufhorchen. Mit 13,7 Punkten pro Spiel war er im Spieljahr 2018/19 zweitbester Korbschütze der Hagener Mannschaft in der 2. Bundesliga ProA, seine durchschnittlich 8,1 Rebounds je Begegnung waren Mannschaftshöchstwert.
In der Sommerpause 2019 wechselte er zum Bundesliga-Absteiger Science City Jena, der ihn mit einem Zweijahresvertrag ausstattete. Für seine starken Leistungen wurde er vom Fachmedium eurobasket.com zum Center des Jahres ernannt und in die Mannschaft des Jahres berufen. Im Anschluss wechselte er zum österreichischen Meister Kapfenberg Bulls in die Superliga. Für die Steirer erzielte Herrera in 40 Saisoneinsätzen im Durchschnitt 14,6 Punkte sowie 9 Rebounds je Begegnung und erreichte mit ihnen die Endspielserie um die Staatsmeisterschaft, die gegen die Swans Gmunden verloren wurde.
In der Sommerpause 2021 kehrte Herrera nach Jena zurück, die Mannschaft hatte in der Zwischenzeit ihren Namen in Medipolis SC Jena geändert. 2025 wurde er mit Jena Zweiter der Zweitligasaison 2024/25, was den Bundesliga-Aufstieg bedeutete.